# تعریف سیاره

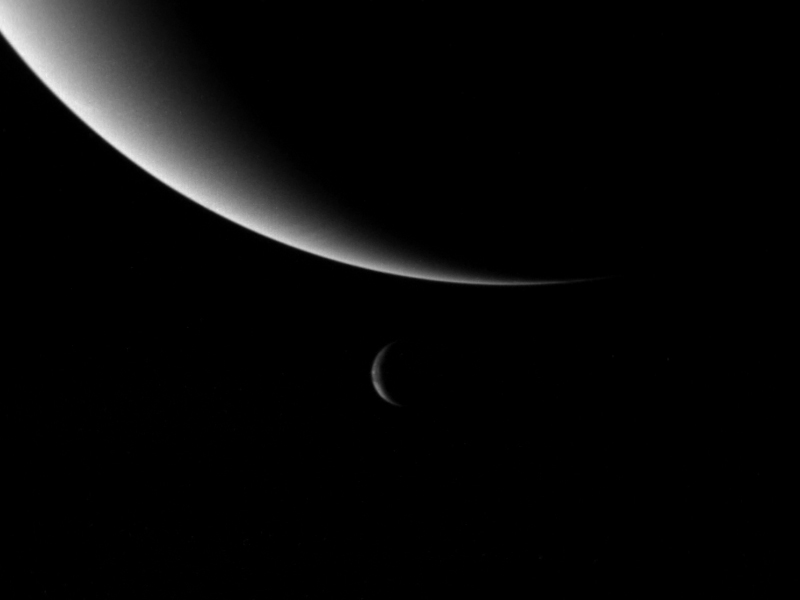
تصویری از هلال سیارهٔ نپتون (بالا) و قمر آن تریتون (وسط). گرفته شده توسط وویجر ۲ در سال ۱۹۸۹ م.

از زمانی که واژهٔ سیاره توسط یونانیان باستان ابداع شد، در حوزهٔ خود شامل مصادیق گسترده‌ای از اجرام آسمانی بوده‌است. ستاره‌شناسان یونان باستان لفظ آستِرِس پِلَنِتای (به یونانی: ἀστέρες πλανῆται) یا «ستاره‌های سرگردان» را برای اجسامی که ظاهراً در آسمان جابه‌جا می‌شدند، به کار بردند و ایرانیان باستان واژه‌های هرپاسب یا اباختَر به کار می‌بردند. در طول زمان، لفظ مذکور به اجسام مختلفی گفته می‌شد؛ از خورشید و ماه گرفته تا قمرها و سیارک‌ها.
در اواخر قرن نوزدهم میلادی واژهٔ سیاره اگرچه همچنان نیازمند یک تعریف بود، تبدیل به یک لفظ مورد قبول اما تنها برای بخش کوچکی از اجسام موجود در منظومهٔ خورشیدی شده بود. البته پس از ۱۹۹۲، ستاره‌شناسان آغاز به کشف اجسام دیگری در فرای مدار نپتون کردند؛ درست مانند صدها جسم دیگری که به دور دیگر ستاره‌ها می‌گشتند. این اکتشافات نه تنها تعداد سیارات بالقوه را بالا می‌برد، بلکه تنوع و ویژگی‌هایشان را نیز گسترش بخشید. برخی به اندازهٔ سیاره‌ها بزرگ بودند، در حالیکه دیگران از ماه هم کوچک‌تر بودند. این اکتشافات مفاهیم پذیرفته شده در طول تاریخ در مورد آنچه که بدان «سیاره» می‌گفتند را به چالش کشید.
بحث تعریف واضح برای «سیاره» در سال ۲۰۰۵ با کشف جسم فرانپتونی اریس – جرمی آسمانی که در آن هنگام آن را بزرگ‌تر از کوچک‌ترین سیارهٔ پذیرفته شده تا آن هنگام یعنی پلوتو می‌دانستند، مطرح شد. اتحادیهٔ بین‌المللی اخترشناسی (IAU)، که توسط ستاره‌شناسان به عنوان مرجع جهانی مسئول برای حل و فصل مباحث مربوط به نامگذاری شناخته می‌شود، در سال ۲۰۰۶ نسبت به این رویداد واکنش نشان داد و تعریف خود را از این اتفاق منتشر نمود. این تعریف، که تنها برای منظومهٔ خورشیدی پذیرفته شده‌است، عنوان می‌نماید که یک سیاره:
1. جرمی آسمانی است که به دور یک ستاره می‌گردد.
2. به اندازهٔ کافی جرم داشته باشد تا گرانش‌اش آن را گرد کند.
3. «همسایگی خودش را از اجسام کوچک‌تر اطراف مدارش پاکسازی کرده باشد».

با تعریف نو، پلوتو و دیگر اجسام فرانپتونی به عنوان سیاره شناخته نمی‌شوند. تصمیم IAU تمام اختلافات را حل نکرده‌است و با اینکه اکثر دانشمندان تعریف نو را پذیرفته‌اند، برخی در جامعهٔ ستاره‌شناسی آن را آشکارا رد نموده‌اند.

## تاریخچه
بیشتر بخوانید: نظریه زمین مرکزی، نظریه خورشید مرکزی و کره‌های آسمانی

### سیاره‌ها در روزگار قدیم

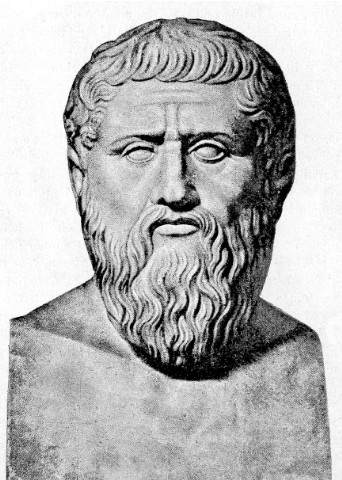
افلاطون فیلسوف

اگرچه آگاهی به وجود سیارات قدمت زیادی در تاریخ دارد و برای بیشتر تمدن‌ها شناخته شده‌است اما استفاده از واژه «سیاره» به یونان باستان بر می‌گردد. بیشتر یونانیان باور داشتند که بر اساس نظریه زمین مرکزی، زمین ثابت و در مرکز عالم قرار دارد و دیگر اجسام در آسمان و در واقع خود آسمان هم به دور زمین در گردش هستند. استثنا در این باره آریستارخوس ساموسی بود که نسخه اولیه نظریه خورشید مرکزی را پیش روی گذاشت. ستاره‌شناسان یونانی برای سیارات واژه آستِرِس پِلَنِتای (ἀστέρες πλανῆται) یا «ستاره‌های سرگردان» را به کار گرفتند، تا بتوانند نورهای ستاره‌مانند در آسمان را که در طول سال جابجا می‌شدند توضیح دهند و این واژه عبارت نقطه مقابل استفاده از واژه آستِرِس آپلانِئیس (ἀστέρες ἀπλανεῖς) یا «ستارگان ثابت» بود که برای موقعیتی بی حرکت و ثابت به کار گرفته می‌شد. پنج جسم که اکنون هم نیز «سیاره» نامیده می‌شوند و برای یونیان بدون چشم مسلح هم قابل دیدن و شناخته شده بودند عبارتند از: تیر، ناهید، مریخ، مشتری و کیوان.
کیهان‌شناسی یونانی-رومی به‌طور عمومی هفت سیاره را لحاظ کرد؛ یعنی خورشید و ماه را هم با آن‌ها حساب می‌کرد (همانند حالتی که در طالع‌بینی نوین هم رایج است). با این حال، کمی ابهام در مورد این مسئله وجود دارد، چرا که ستاره‌شناسان باستانی زیادی پنج سیارهٔ ستاره مانند را از خورشید و ماه جدا نموده‌اند. همان‌طور که طبیعت‌شناس آلمانی قرن نوزدهم الکساندر فون هومبولت در یکی از کارهایش به نام کیهان اشاره نموده‌است:
از هفت جرم کیهانی موجود، با توجه به موقیعت‌ها و فواصل نسبی پیوسته در حال تغییرشان از زمانی که در شناخت اولیه از «گوی‌های غیر سرگردان» آسمان «ستارگان ثابت» که برای هر ظاهر محسوس موقعیت‌های نسبی خود را حفظ می‌کنند و فواصلشان بی تغییر می‌ماند، ممتاز شده‌اند؛ تنها پنج‌تایشان – تیر، ناهید، مریخ، مشتری و کیوان – ظاهر ستاره‌ها را دارند – «چینکوئه استلاس ارانتس» – در حالیکه خورشید و ماه با توجه به اندازه قرص‌هایشان، اهمیت شان برای بشر، و جایگاه مخصوص شان در نظام‌های اساطیری جدا در نظر گرفته می‌شوند.

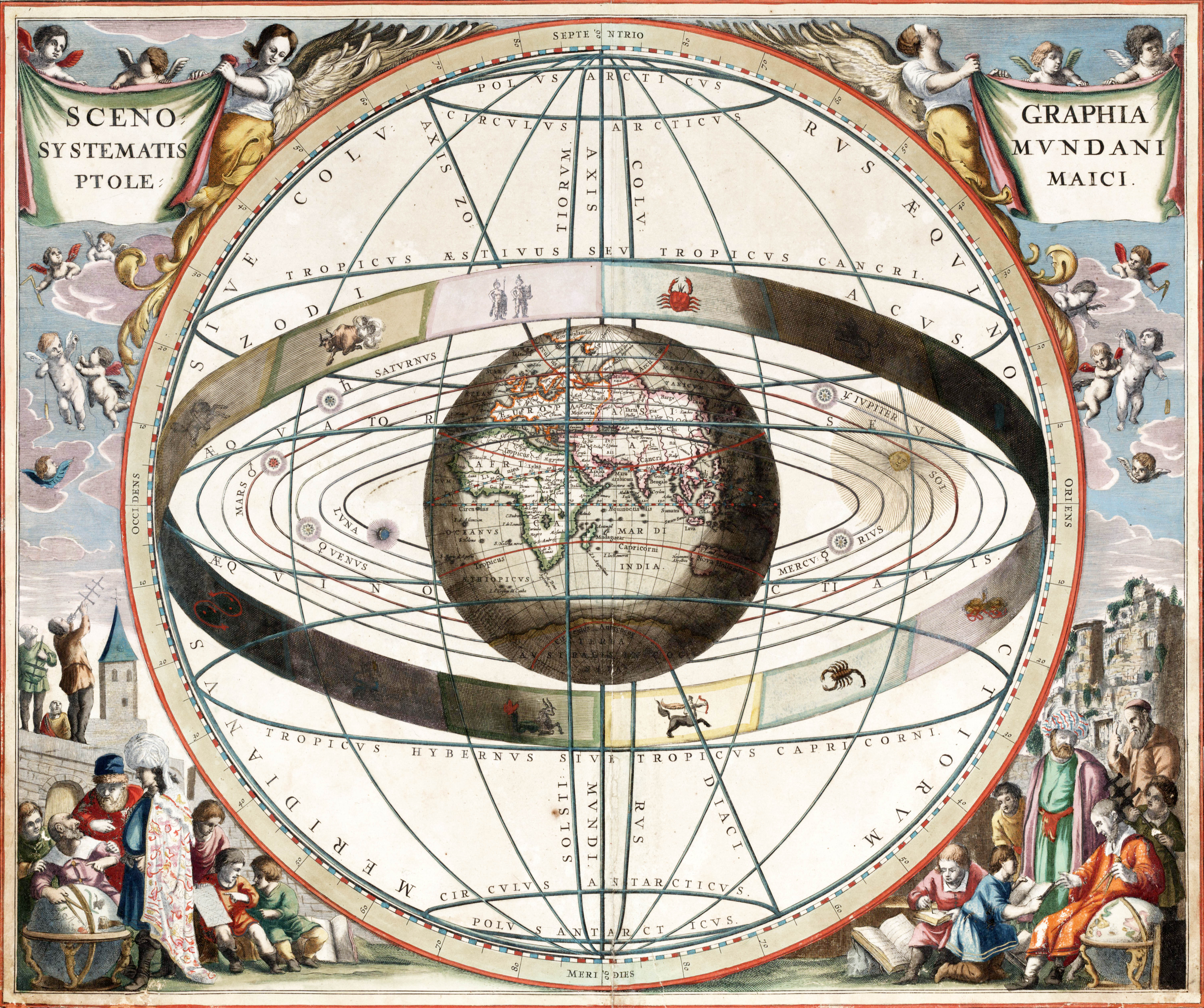
نحوه درک سیاره‌ها پیش از پذیرش نظریه خورشید مرکزی

افلاطون در کتاب تیمائوساش که در حدود سال ۳۶۰ پیش از میلاد نوشته شده‌است عنوان می‌کند: «خورشید و ماه و پنج ستارهٔ دیگر، که سیاره نامیده می‌شوند» شاگرد وی ارسطو تمایز مشابهی در کتاب بر آسمان‌ها ایجاد کرده‌است: «جابجایی‌های خورشید و ماه از برخی از سیاره‌ها کمتر است.» آراتوس شاعر در کتاب فانومنای خود که برای به شعر درآوردن یک رساله ستاره‌شناسی نوشته شده توسط اودوکسوس کنیدوسی در حدود ۳۵۰ پیش از میلاد تنظیم شده بود، می‌گوید «آن پنج گردی دیگر، که [با صور فلکی] درآمیخته‌اند و سرگردان در هر جایی از دوازده صورت فلکی منطقةالبروج می‌چرخند.»
بطلمیوس در المَجِست خود نوشته شده در قرن دوم میلادی اشاره می‌کند که «خورشید، ماه و پنج سیاره». گایوس جولیوس هجینوس به صراحت عنوان می‌کند «پنج ستاره که خیلی‌ها آن‌ها را سرگردان می‌نامند و در یونان به سیاره معروفند.» مارکوس مانیلیوس نویسندهٔ لاتین که در دورهٔ سزار آگوستوس می‌زیست و اشعارش با عنوان آسترونومیکا به عنوان متون مبانی برای اختربینی مدرن محسوب می‌شوند، می‌گوید: «اکنون دوازده‌گانه به پنج بخش تقسیم شده‌است که برای خیلی‌ها همان ستاره‌های سرگردان نامی که درخشش شفاف گذرایی در آسمان دارند، هستند.»
نگاه مجرد هفت سیاره‌ای در رؤیای اسکیپیو نوشته شده توسط سیسرون، در حدود ۵۳ پیش از میلاد پیدا شد. جایی که، روح اسکیپیوی آفریقایی اعلان می‌کند: «هفت تا از این کره‌ها شامل سیاره‌ها هستند، هر سیاره در یک کره، که همگی بر عکس حرکت آسمان می‌جنبند.» پلینیوس در کتاب تاریخ طبیعی به «هفت ستاره که حرکت خود را خودشان برعهده دارند، سیاره می‌گوییم اگرچه هیچ ستاره‌ای کمتر از آنچه که رخ می‌دهد، سرگردان نیست»، اشاره می‌نماید. نونوس، شاعر یونانی قرن پنجم، در کتاب دیونیسیاکای خودش می‌گوید: «من حامل وحی‌هایی از تاریخ در مورد هفت لوح هستم، و این هفت لوح حاوی نام‌های هفت سیاره هستند.»

### سیاره‌ها در سده‌های میانی

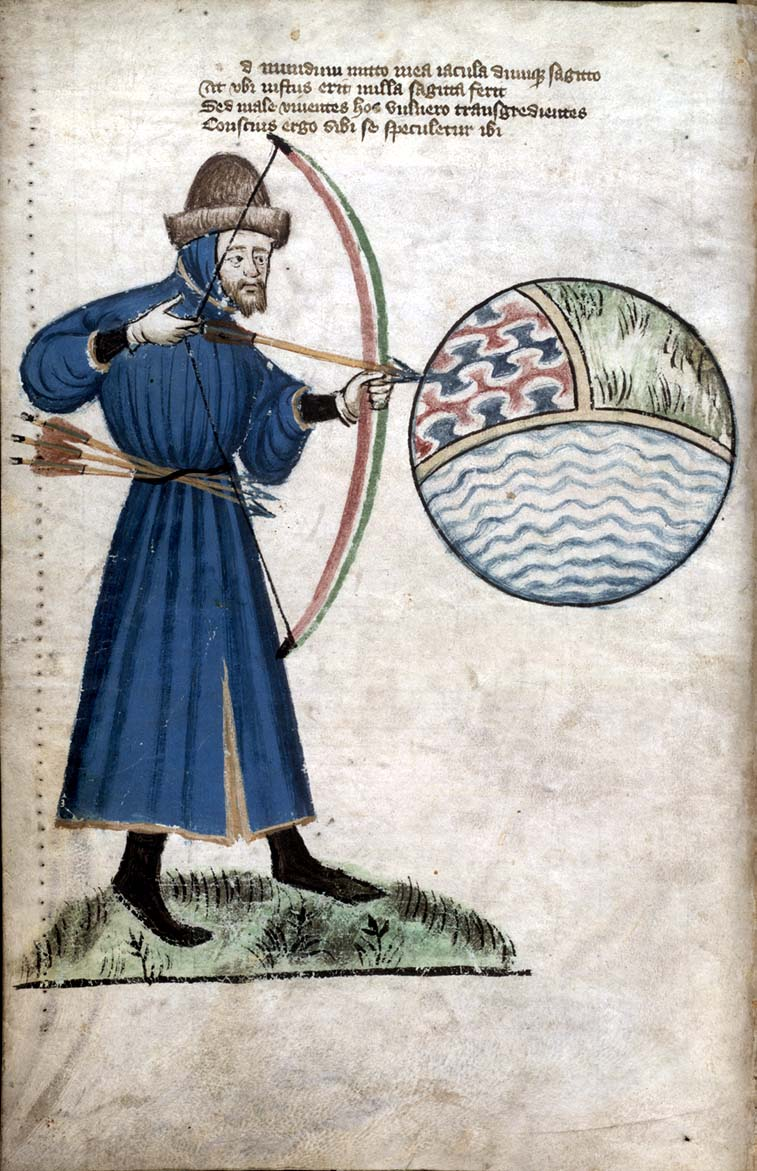
جان گاور

نویسندگان سده‌های میانی و دورهٔ رنسانس عموماً نظریه هفت سیاره را پذیرفته بودند. در قرون وسطا معیار استاندارد برای ستاره‌شناسی، کتاب د اسفرا موندی از یوهان ساکروبسکو شامل خورشید و ماه همراه با دیگر سیارات است، نمونه پیشرفته‌تر نظریه سیاره‌ها از «الگوی هفت سیاره» سخن به میان می‌آورد، در حالیکه دستورالعمل‌های میزهای آلفونسین نشان می‌دهند که چگونه «با استفاده از میزها مفهوم حرکت خورشید، ماه و دیگر سیاره‌ها را بیابیم.» شاعر قرن چهاردهم میلادی جان گاور در کتاب خود «کنفسیو آمانتیس»، با ارجاع به ارتباط سیاره‌ها با صنعت کیمیاگری می‌نویسد: «از سیاره‌هایی که هستند/ طلا روی خورشید ریخته شده/ ماه هم به نوبه خود وارث نقرهٔ خداوند است…»، و اشاره می‌کند که خورشید و ماه سیاره هستند. حتی نیکلاس کوپرنیک که الگوی نظریه زمین مرکزی را رد کرد، در مورد سیاره بودن یا نبودن خورشید و ماه نگاهی دوگانه از خود نشان داد. در کتاب در انقلاب‌های آسمانی، کوپرنیک به وضوح این تقسیم‌بندی را اعلام کرده‌است «خورشید، ماه، سیارات و ستاره‌ها»؛ البته کوپرنیک در زمان پیشکش کردن اثر خود به پاپ پائول سوم اشاره می‌کند که «حرکت خورشید و ماه… و پنج سیارهٔ دیگر.»

### زمین

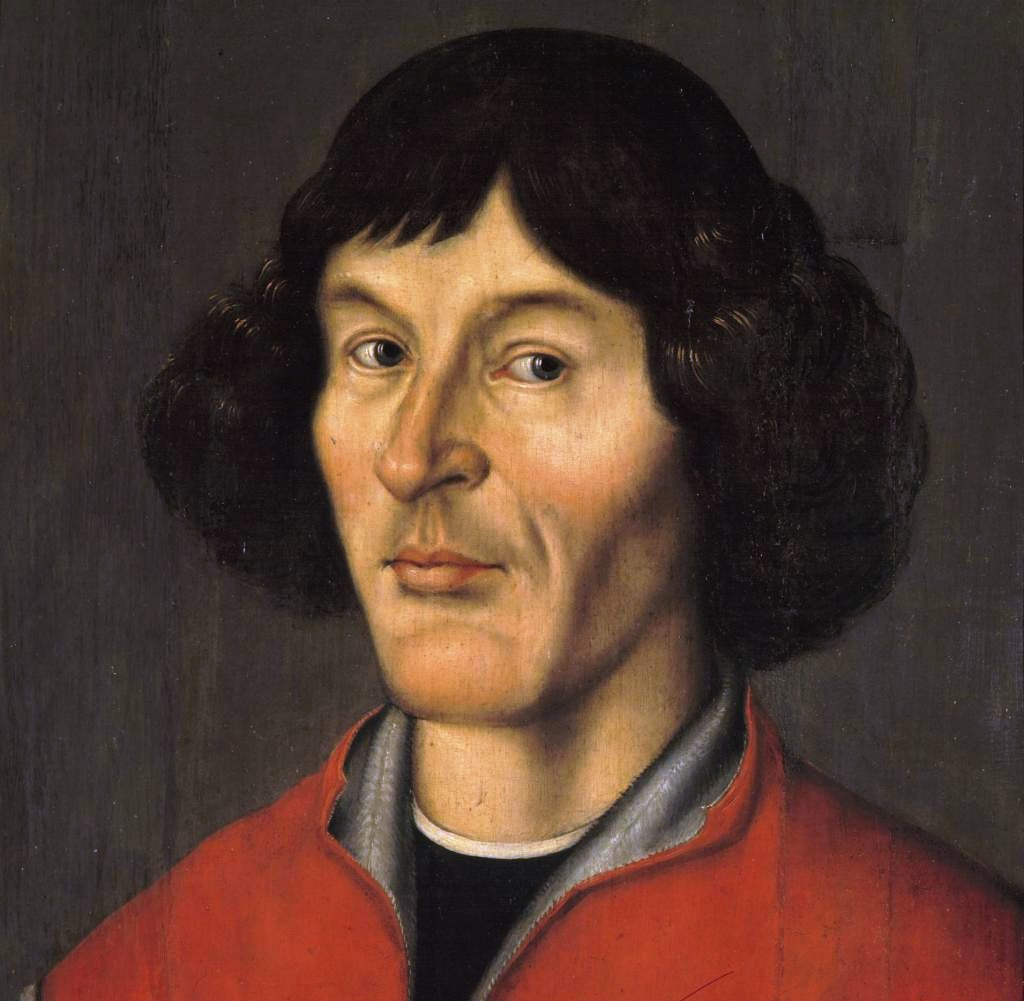
کوپرنیک

درنهایت، زمانی نظریه خورشید مرکزی کوپرنیک بر نظریه زمین مرکزی غالب شد، زمین بین سیاره‌ها جای گرفته و خورشید و ماه با یک انقلاب مفهومی در درک سیاره‌ها، دوباره طبقه‌بندی شدند. آنگونه که تاریخ‌دان علم، توماس کوهن در کتاب خود، ساختار انقلاب‌های علمی اشاره کرده‌است:
 کوپرنیکی‌هایی که لقب سنتی «سیاره» که وی به خورشید داد انکار کردند… معنی «سیاره» را تغییر دادند تا بتواند بازهم تفاوت‌های مفیدی در یک جهانی که تمام اجسام آسمانی… نسبت به قبل با دید متفاوتی دیده می‌شدند، ایجاد کند… با نگاه به ماه، تبدیل یافته‌ای به کوپرنیکانیسم… می‌گوید: «من ابتدا ماه را یک سیاره شناختم (یا دیدم)، اما من در اشتباه بودم.» 
کوپرنیک به‌طور ضمنی زمین را انقلاب یک سیاره خطاب می‌کند، جایی که می‌گوید: «با حاصل شدن نتایجی از فرض اینکه حرکات که در حجم به زمین نسبت می‌دهم، با مطالعه طولانی و شدید نهایتاً یافتم که اگر حرکات دیگر سیارات با چرخش زمین همبستگی داشته باشند…» گالیلئو گالیله نیز در گفتگو در باب دو سامانه بزرگ جهان ادعا می‌کند که زمین یک سیاره است: «زمین، مانند ماه و هر سیاره دیگری باید بین اجرام طبیعی که حرکت چرخشی دارند به حساب آورده شود.»

### سیاره‌های جدید

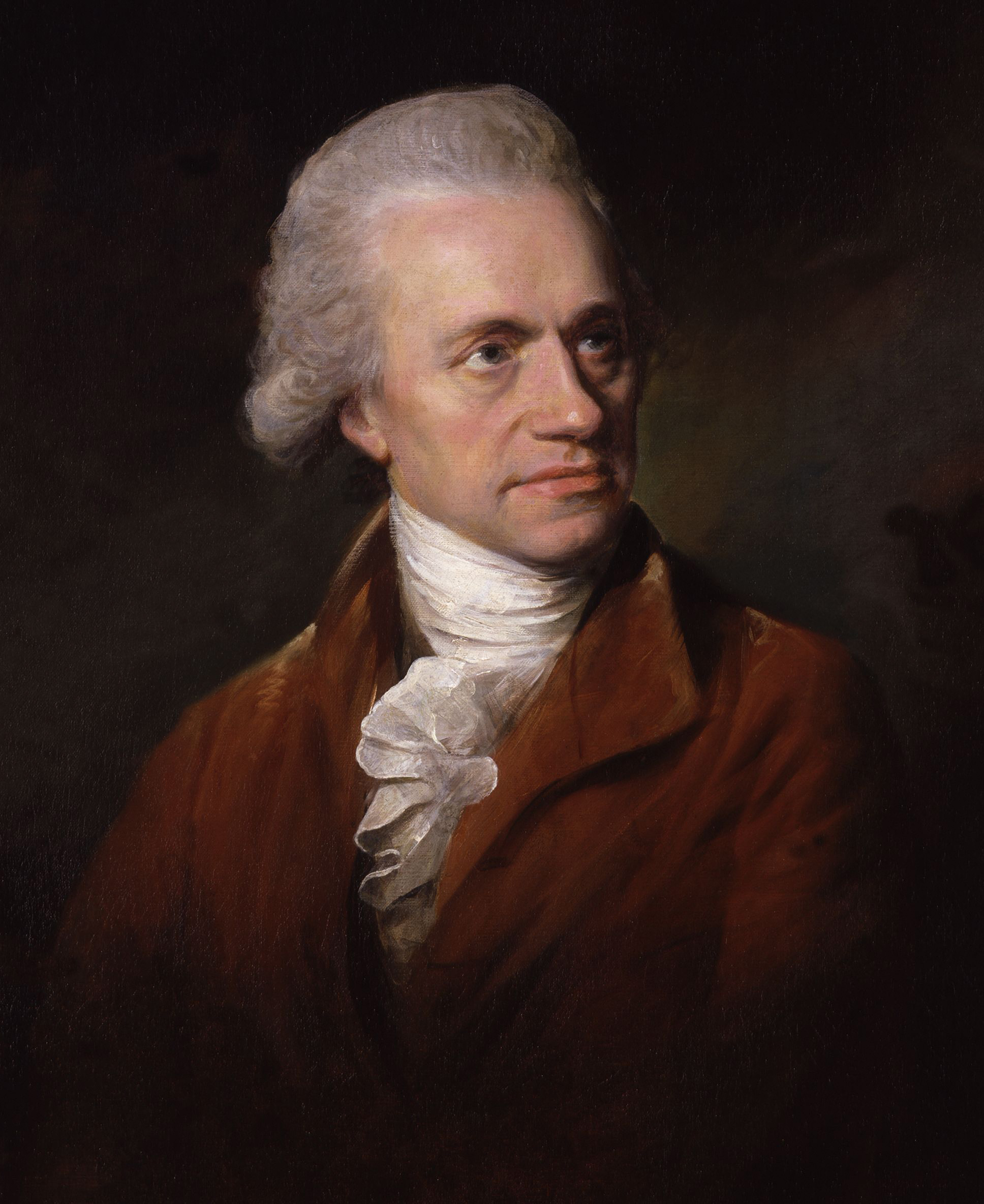
ویلیام هرشل، کاشف اورانوس

در سال ۱۷۸۱ ستاره‌شناس آلمانی ویلیام هرشل، در آسمان به دنبال اختلاف مناظر درخشان می‌گشت که در صورت فلکی گاو یک دنباله‌دار که خودش نامگذاری کرده بود، مشاهده کرد. برخلاف ستارگان – که در بالاترین حد بزرگ نمایی‌ها هم مانند نقاطی پرنور باقی می‌ماندند – اندازه این جسم به نسبت قدرت مورد استفاده افزایش می‌یافت. اینکه این جسم عجیب شاید یک سیاره باشد به ذهن هرشل خطور نکرد؛ پنج سیاره فرای زمین از عصر باستان جزو مفهوم بشریت در عالم بود. تا زمانی که سیارک‌ها کشف گردیدند، دنباله‌دارها تنها اجسام در حال حرکت در آسمان به‌شمار می‌آمدند که در تلسکوپ پدیدار می‌شدند. البته برخلاف یک دنباله‌دار، مدار آن جسم تقریباً دایره‌ای بود و روی صفحهٔ مدار خورشیدی قرار داشت. پیش از اعلام اکتشاف «دنباله‌دار هرشل» توسط خود وی، همکار او، نویل ماسکلین ستاره‌شناس سلطنتی برتانیایی، به او نوشت: «من نمی‌دانم آن را چه بنامم. به همان مقدار که به یک سیاره معمولی در حال گردش در یک مدار تقریباً دایره‌ای به دور خورشید شبیه است، به یک دنباله‌دار در حال حرکت غیرعادی نیز شباهت دارد. من تاکنون هسته یا دُم آن را ندیده‌ام.» «دنباله‌دار» در فاصله بسیار دوری قرار داشت؛ تا جایی که نمی‌شد ستاره دنباله‌دارِ صرف بودنش قطعی باشد. در نهایت، به عنوان سیاره هفتم شناخته شد و به یاد پدر کیوان، نام اورانوس را گرفت.
بی‌نظمی‌های ناشی از گرانش در مدار مشاهده شده اورانوس، نهایتاً منجر به کشف نپتون در ۱۸۴۶ شد و بی‌نظمی‌های فرض شده در مدار نپتون به همچنین منجر به جستجویی شد که جسم مختل‌کننده را نیافت (بعدها مشخص شد که ناشی از یک علت کاملاً ریاضیاتی به خاطر بی‌دقتی‌هایی در محاسبه جرم اورانوس بوده‌است). پلوتو در ۱۹۳۰ کشف شد؛ در ابتدا باور بر این بود که تقریباً هم جرم با زمین است. در طول مشاهدات، به تدریج جرم تخمین‌زده شدهٔ پلوتو آب رفت تا اینکه مشخص شد که از نظر بزرگی یک پانصدم زمین است؛ و خیلی کوچک‌تر از آن است که بتواند بر مدار نپتون اثری داشته باشد. در ۱۹۸۹، وویجر ۲ نشان داد که بی‌نظمی‌های موجود ناشی از تخمین زیاد در جرم نپتون بوده‌اند.

### قمرها

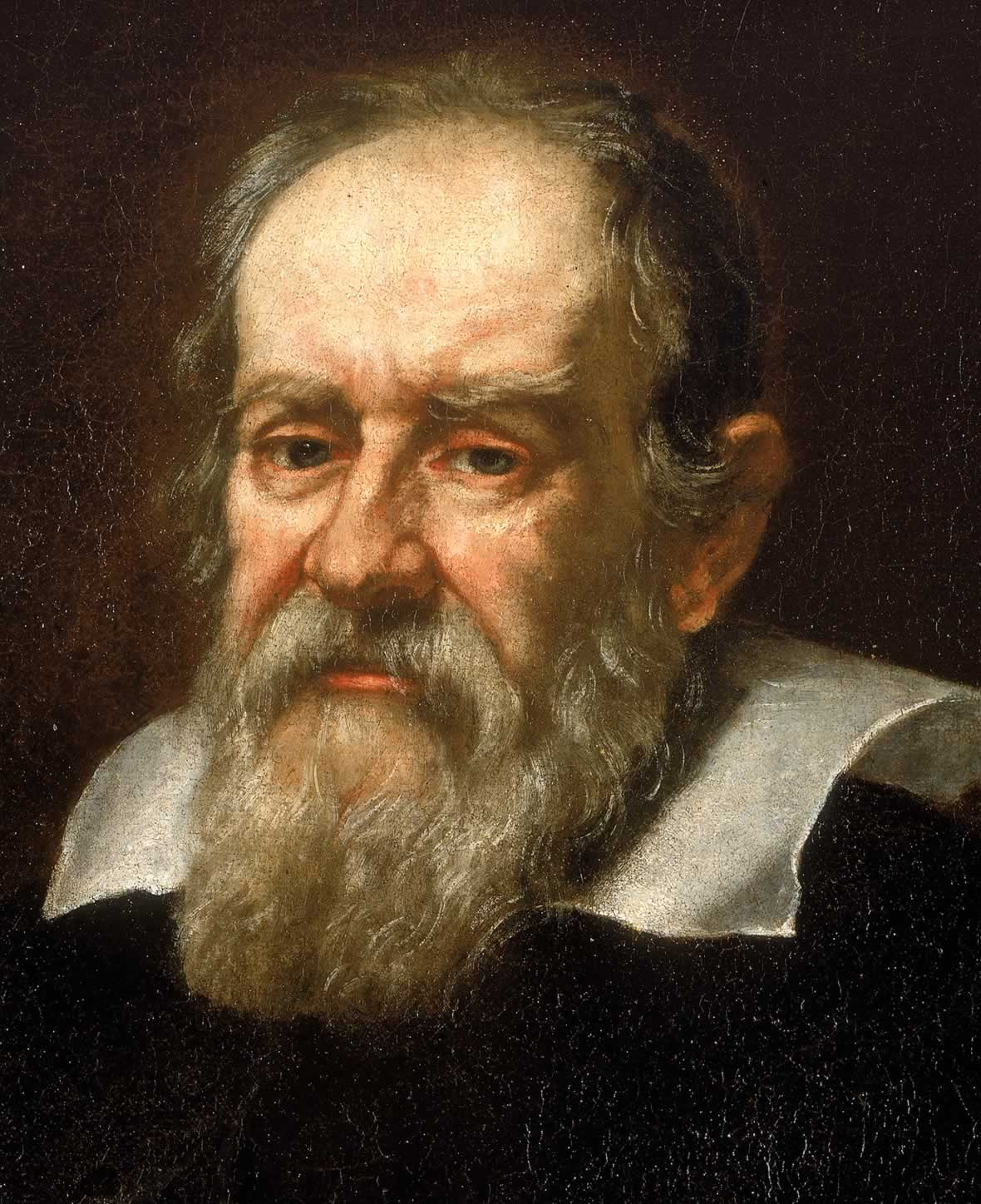
گالیلئو گالیله

هنگامی که کوپرنیک زمین را جزو سیاره‌ها قرار داد، ماه را نیز در مداری به دور زمین جای داد که با این کار ماه را به عنوان اولین قمر شناسایی کرد. در سال ۱۶۱۰، هنگامی که گالیله چهار تا از قمرهای خود را به دور مشتری کشف کرد، آن‌ها به برهان کوپرنیک اعتبار بخشیدند، زیرا که بقیه سیاره‌ها هم همانند زمین می‌توانستند قمر داشته باشند. البته اینکه آیا خود قمرها هم می‌توانستند قمر داشته باشند یا نه، مسئله‌ای حل‌نشده باقی ماند؛ گالیله آن‌ها را این‌گونه خطاب کرد: «چهار سیاره در حال گردش به دور ستاره مشتری در فاصله‌ها و دوره‌های نامساوی مانند یک تردستی جالب.» به همچنین، کریستیان هویگنس ضمن کشف بزرگ‌ترین قمر کیوان، تیتان در ۱۶۵۵، از عبارت‌های زیادی برای توصیف آن استفاده کرد؛ مانند «پلنتا» (سیاره)، «استلا» (ستاره)، «لونا» (ماه)، و جدیدترینشان «قمر». جووانی دومنیکو کاسینی در رونمایی اکتشافات خود شامل قمرهای کیوان، لاپتوس و رئا در ۱۶۷۱ و ۱۶۷۲، آن‌ها را «سیاره‌های جدید به دور کیوان» (Nouvelles Planetes autour de Saturne) نامید. البته، وقتی «ژورنال د اسکاوان» کشف دو قمر کیوانی جدید توسط کاسینی را در ۱۶۸۶ گزارش می‌کرد، با اصرار آن‌ها را «قمر» خطاب کرد. وقتی ویلیام هرشل اکتشاف خود در رابطه با دو جسم در مدار دور اورانوس در ۱۷۸۷ را آشکار کرد، آن‌ها را قمرها و «سیاره‌های ثانوی» معرفی نمود. تمام گزارش‌های بعدی از اکتشافات قمرهای طبیعی منحصراً از عبارت «قمر» استفاده کردند، اگرچه کتاب «شرحی بر ستاره‌شناسی اسمیت» (۱۸۶۸) قمرها را «سیاره‌های ثانوی» نامید.

### ریزسیاره‌ها

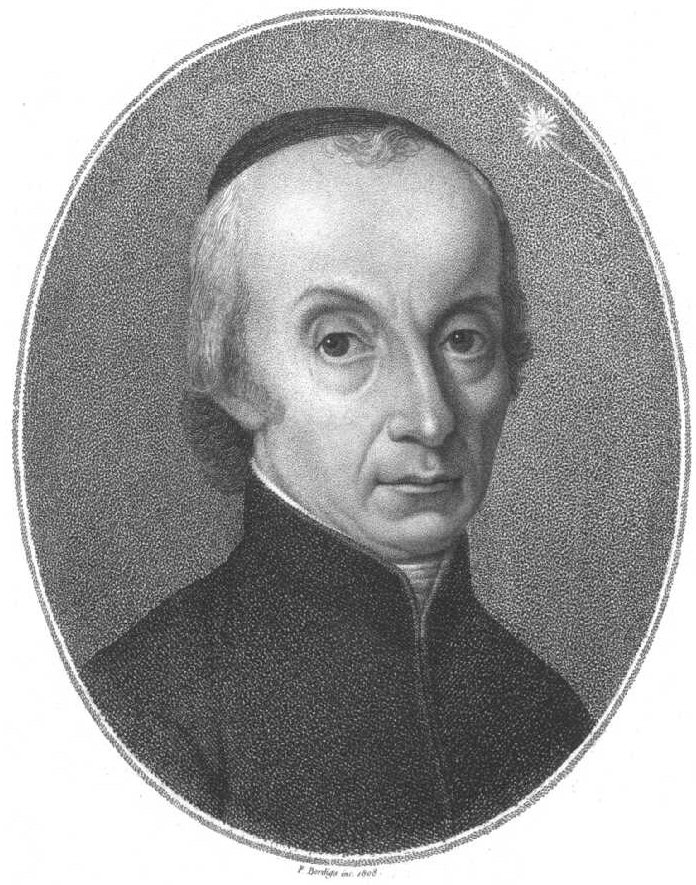
جوزپه پیاتسی، کاشف سرس

یکی از نتایج دور از انتظار کشف اورانوس توسط ویلیام هرشل این بود که ظاهری معتبر به قانون بُده می‌داد؛ تابعی ریاضی که اندازهٔ نیم قطر بزرگ مدارهای سیاره‌ای را به دست می‌آورد. ستاره‌شناسان این «قانون» را یک تصادف لحاظ می‌کردند، اما اورانوس در فاصلهٔ خیلی نزدیکی به پیش‌بینی دقیق او قرار داشت. وقتی قانون بُده وجود جسمی دیگر بین مریخ و مشتری در نقطه‌ای که تا آن زمان مشاهده نشده بود پیش‌بینی نمود، ستاره‌شناسان نگاه خود را به جایی دوختند که می‌توانست به این قانون ارزش دوباره ببخشد. در نهایت، در سال ۱۸۰۱، ستاره‌شناس ایتالیایی، جوزپه پیاتسی یک ریزسیاره کوچک جدید به نام سرس در همان نقطه از فضا پیدا کرد. جسم مشاهده شده به عنوان یک سیاره جدید معرفی شد.
سپس در ۱۸۰۲، هاینریش البرس، پالاس را کشف کرد؛ یک «سیاره» دیگر در حد فاصلی تقریباً برابر با فاصله‌ای که سرس از خورشید داشت. هر دو سیاره یک مدار را اشغال کرده بودند که این به معنای یک ردیه بر افکار صدها سال گذشته بود؛ حتی ویلیام شکسپیر این ایده را به سخره گرفت («دو ستاره در یک اقلیم نگنجند»). با این حال، در ۱۸۰۴، ریزسیاره دیگری به نام یونو ۳ در مداری مشابه کشف شد. در سال ۱۸۰۷ ۴ وستا در فاصله مداری یکسان کشف گردید.
هرشل عنوان کرد که این چهار ریزسیاره باید در یک کلاس مشخص خودشان طبقه‌بندی شوند، سیارک‌ها («استروئید» به معنی «ستاره‌مانند» زیرا آن‌ها نسبت به قرص‌هایشان خیلی کوچک بودند تا واقعاً ستاره نامیده شوند)؛ اگرچه بیشتر ستاره‌شناسان ترجیح دادند تا آن‌ها را سیاره بشناسند. این مفهوم با واقعیتی مانند این که تمایز سیارک‌ها از ستاره‌هایی که هنوز فهرست نشده بودند، سخت بود، همچنان مانند گذشته مورد استفاده قرار می‌گرفت و آن چهار جسم تنها سیارک‌های شناخته شده تا ۱۸۴۵ باقی ماندند. رساله‌های علمی در ۱۸۲۸، بعد از مرگ هرشل، همچنان سیارک‌ها را جزو سیاره‌ها شماره‌گذاری کردند. با ظهور جداول بهتر تنظیم شدهٔ ستارگان، جستجوی سیارک‌ها از سر گرفته شد و پنجمین و ششمین سیارک توسط کارل لودویگ هنکه، در ۱۸۴۵ و ۱۸۴۷ کشف شدند. تا ۱۸۵۱ تعداد سیارک‌ها به ۱۵ افزایش یافت و یک روش جدید طبقه‌بندی آن‌ها، با افزودن یک عدد پیش از نام آن‌ها به ترتیب اکتشافشان، مورد استفاده قرار گرفت که ناخواسته آن‌ها را در دسته متمایز خودشان قرار می‌داد. سرس «(۱) سرس» شد، پالاس «(۲) پالاس» شد و به همین ترتیب بقیه نامگذاری شدند. تا دهه ۱۸۶۰، تعداد سیارک‌های شناخته شده به بیش از یکصد عدد رسید و مشاهدات در اروپا و ایالات متحده همگی شروع به نامیدن آن‌ها با عبارت «ریزسیاره» یا «سیاره‌های کوچک» نمودند، اگرچه این کار برای چهار سیارک ابتدایی خیلی بیشتر طول کشید. تا امروز، «ریزسیاره» نام رسمی برای اجرام کوچکی که در مداری به دور خورشید می‌گردند و هر اکتشاف جدیدی به همین روش در فهرست سیارک‌های IAU شماره می‌خورد.

### پلوتو
مسیر طولانی از سیاره شدن تا تجدیدنظر دربارهٔ سرس در داستان پلوتو نیز تکرار شد؛ پلوتو نیز در آغاز و به هنگام کشف توسط کلاید تامبا در ۱۹۳۰ سیاره نامیده شد. اورانوس و نپتون براساس ۱-مدارهای دایره وارشان ۲-جرم زیاد و ۳-نزدیکی به صفحه دائرةالبروجی، به عنوان سیاره شناخته شده‌اند. هیچ‌یک از این مشخصات در پلوتو دیده نمی‌شوند. کره‌ای یخی و کوچک در ناحیه‌ای از غول‌های گازی با مداری که آن را فراتر از صفحه دائرةالبروج و حتی داخل مدار نپتون قرار می‌دهد. در ۱۹۷۸، ستاره‌شناسان بزرگ‌ترین ماه پلوتو را کشف کردند؛ شارون، که آنان را قادر ساخت تا جرم آن را مشخص کنند. پلوتو بسیار کوچکتر از حد تصور اخترشناسان بود. تنها یک ششم جرم ماه کرهٔ زمین. سپس در ۱۹۹۲، ستاره‌شناسان مشغول شناسایی تعداد زیادی از اجرام یخی فرای مدار نپتون شدند که در ترکیب، اندازه و مشخصات مداری به پلوتو شبیه بودند. آن‌ها به این نتیجه رسیدند که کمربند طویل فرض شدهٔ کویپر (بعضا کمربند اجورث – کویپر نامیده می‌شود) را کشف کرده‌اند، دسته‌ای از اجرام ریز یخی که منبعی برای دنباله‌دارهای «کوتاه مدت» – با دوره‌های مداری کمتر از ۲۰۰ سال – هستند.

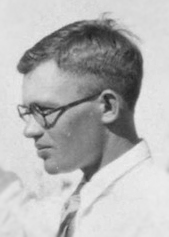
کلاید تامبا، کاشف پلوتو

مدار پلوتو داخل این دسته قرار گرفته و در نتیجه شرایط سیاره بودن آن زیر سؤال رفته بود. بیشتر دانشمندان به این نتیجه رسیدند که طبقه‌بندی پلوتوی کوچک باید به عنوان یک ریزسیاره اصلاح گردد، درست مانند اتفاقی که یک سده پیش برای سرس رخ داد. مایکل براون از مؤسسه فناوری کالیفرنیا عنوان کرد که یک «سیاره» باید به عنوان «هر جسمی در سامانه خورشیدی که خیلی عظیم‌تر از جرم دیگر اجسام در مدار مشابهش است» دوباره تعریف شود. آن اجسام پایین‌تر از حد جرمی مدور زیرسیاره خواهند شد. در ۱۹۹۹، برایان جی ماسدن از مرکز ریزسیاره‌شناسی دانشگاه هاروارد گفت که به پلوتو باید عدد ریزسیاره ۱۰٬۰۰۰ داده شود درحالی که جایگاه رسمی خودش به عنوان یک سیاره را نگه می‌دارد. چشم‌انداز «تنزل جایگاه» پلوتو غوغایی عمومی به بار آورد و در پاسخ به آن، اتحادیه بین‌المللی اخترشناسی در آن زمان به روشنی اعلام کرد حذف پلوتو از فهرست سیاره‌ها را در برنامه ندارد.

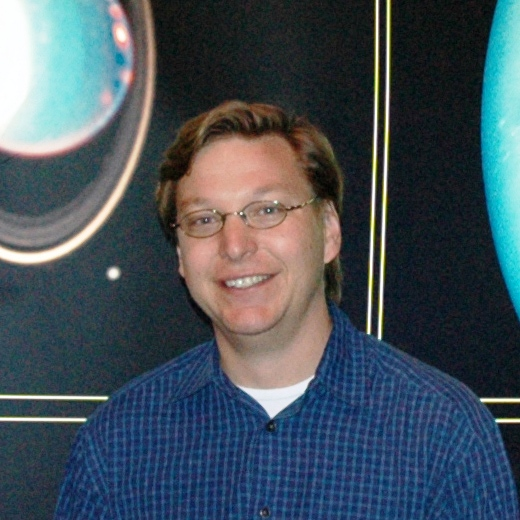
مایکل ئی. بروان، کاشف اریس

کشف اجسام فرانپتونی متعدد دیگری نزدیک به اندازهٔ پلوتو، مانند کوائوآر و سدنا منجر به کم‌اهمیت شدن ادعاهای مبنی بر وضعیت استثنایی پلوتو نسبت به دیگر اعضای مجموعهٔ فرانپتونی شد. در ۲۹ جولای ۲۰۰۵، مایکل براون و تیم وی از کشف یک جسم فرانپتونی تاییدشده به بزرگتر بودن از پلوتو، به نام اریس، خبر دادند.
بلافاصله پس از کشف اریس، بحث‌های زیادی حول اینکه آیا می‌توان عبارت «سیاره‌های دورتر از نپتون» یا «دهمین سیاره» را بر آن نهاد یا خیر، شکل گرفتند. حتی ناسا مطلب مطبوعاتی در مورد اینکه چنین چیزی درست است تهیه و منتشر نمود. البته، قبول ضمنی اریس به عنوان دهمین سیاره نیازمند تعریفی از سیاره بود که پلوتو را در معیار دلخواه کوچک‌ترین اندازه یک سیاره معرفی کند. بیشتر ستاره‌شناسان، با ادعای اینکه تعریف سیاره اهمیت علمی کمی دارد، ترجیح دادند که با رویکردی کدخدامنش هویت تاریخی پلوتو به عنوان یک سیاره را به رسمیت بشناسند و آن را در فهرست سیارات قرار دهند.

## تعریف IAU
کشف اریس، IAU را وادار به واکنش برای ارائه یک تعریف یگانه نمود. در اکتبر ۲۰۰۵، گروهی ۱۹ نفره از اعضای IAU که از زمان کشف سدنا در ۲۰۰۳ مشغول کار بر روی تعریف بودند، گزینه‌های خود را به ۳ تعریف کوتاه خلاصه کردند و آن‌ها را به رأی گذاشتند. تعریف‌ها عبارت بودند از:
- یک سیاره هر جسمی در مدار به دور خورشید است که قطری بزرگتر از ۲۰۰۰ کیلومتر داشته باشد. (یازده رأی موافق)
- یک سیاره هر جسمی در مدار به دور خورشید است که شکل آن نسبت به گرانش خودش پایدار باشد. (هشت رأی موافق)
- یک سیاره هر جسمی در مدار به دور خورشید است که بر همسایگی نزدیکش مسلط است. (شش رأی موافق)[۴۳][۴۴]

چون هیچ اجماعی حاصل نشد، کمیته تصمیم گرفت این سه تعریف را در گردهمایی عمومی IAU در اوت ۲۰۰۶ در شهر پراگ به رأی گسترده بگذارد. در ۲۴ آگوست، IAU پیش‌نویسی نهایی را به رأی گذاشت که دو ماده از سه مادهٔ طرح پیشنهادی را ترکیب می‌کرد. ضرورتاً منجر به دسته‌بندی میانه‌ای بین سیاره و صخره (یا در گفتمان جدید «اجرام کوچک منظومه خورشیدی») به نام سیاره کوتوله شد و پلوتو به همراه سرس و اریس در آن جای گرفت. ۴۲۴ ستاره‌شناس در رأی‌گیری شرکت کردند و رأی‌گیری با این نتیجه به پایان رسید:
| « | بنابراین IAU سیارات و دیگر اجسام حاضر در منظومه شمسی‌مان را، به جز قمرها در سه دسته متمایز ذیل به این صورت تعریف می‌کند: 1. یک «سیاره» جرمی آسمانی است که: (الف) در مداری به دور خورشید باشد، (ب) جرم کافی برای آن داشته باشد که گرانش خودش غالب بر نیروهای صلب جسمی باشد و خود را به شکلی با تعادل هیدرواستاتیکی (تقریباً گرد) درآورده باشد، و (پ) همسایگی حول مدار خود را پاک کرده باشد. 2. یک «سیاره کوتوله» جرمی آسمانی است که: (الف) در مداری به دور خورشید باشد، (ب) جرم کافی برای آن داشته باشد که گرانش خودش غالب بر نیروهای صلب جسمی باشد و خود را به شکلی با تعادل هیدرواستاتیکی (تقریباً گرد) درآورده باشد، (پ) همسایگی حول مدار خود را پاکسازی نکرده باشد، و (ت) قمر نباشد. 3. هر جسم دیگری، به جز قمرها، در حال گردش به دور خورشید را جمعاً با عبارت «اجرام کوچک منظومه شمسی» نام‌گذاری می‌شوند. | » |

IAU می‌افزاید: پلوتو طبق تعریف بالا یک «سیاره کوتوله» است و به عنوان نمونه اولیه از طبقه‌بندی جدید اجسام فرانپتونی شناخته می‌شود. IAU هم‌چنین مقرر داشت که «سیاره‌ها و سیاره‌های کوتوله دو دسته متمایز از اجسام هستند»، به این معنی که سیاره‌های کوتوله برخلاف نامشان نباید جزو سیاره‌ها لحاظ گردند.
در ۱۳ سپتامبر ۲۰۰۶، IAU اریس، قمر آن دیسنومیا و پلوتو را در فهرست سیارک‌هایش قرار داد و آن‌ها را ملقب به عناوین رسمی ریزسیاره‌ها یعنی (۱۳۴۳۴۰۹) پلوتو، (۱۳۶۱۹۹) اریس و (۱۳۶۱۹۹) اریس I دیسنومیا نمود. تصمیم‌گیری بر روی دیگر سیاره‌های کوتوله، مانند 2003 EL61، 2005 FY9، سدنا و کوائوآر به آینده موکول شد.
در ۱۱ ژوئن ۲۰۰۸، کمیته اجرایی IAU، ایجاد یک زیرمجموعه از سیارات کوتوله متشکل از «طبقه‌بندی جدیدی از اجسام فرانپتونی» – که پلوتو نمونه اولیه‌اش بود – را اعلام کرد. این دسته جدید از اجسام با عنوان پلوتوئیدها شامل پلوتو، اریس و هر سیاره کوتولهٔ فرانپتونی کشف شونده در آینده (ولی به جز سرس) خواهد بود. هم چنین IAU مشخص کرد به دلایل نام‌گذاری‌ها، تنها آن دسته از اجسام فرانپتونی که دارای قدرمطلق روشن‌تر از H = +۱ هستند، در این طبقه‌بندی قرار می‌گیرند. تاکنون تنها دو جسم فرانپتونی دیگر، 2003 EL61 و 2005 FY9 واجد شرط قدرمطلق هستند درحالیکه دیگر سیارات کوتولهٔ بالقوه مانند سدنا، اورکوس و کوآئوآر نیستند. در ۱۱ جولای ۲۰۰۸، کارگروه نام‌گذاری نجومی 2005 FY9 را در دسته پلوتوئیدها قرار داد و آن را ماکی ماکی نامید. در ۱۷ سپتامبر ۲۰۰۸، 2003 EL61 با نام هائومیا به این دسته افزوده شد.

## پذیرش تعریف

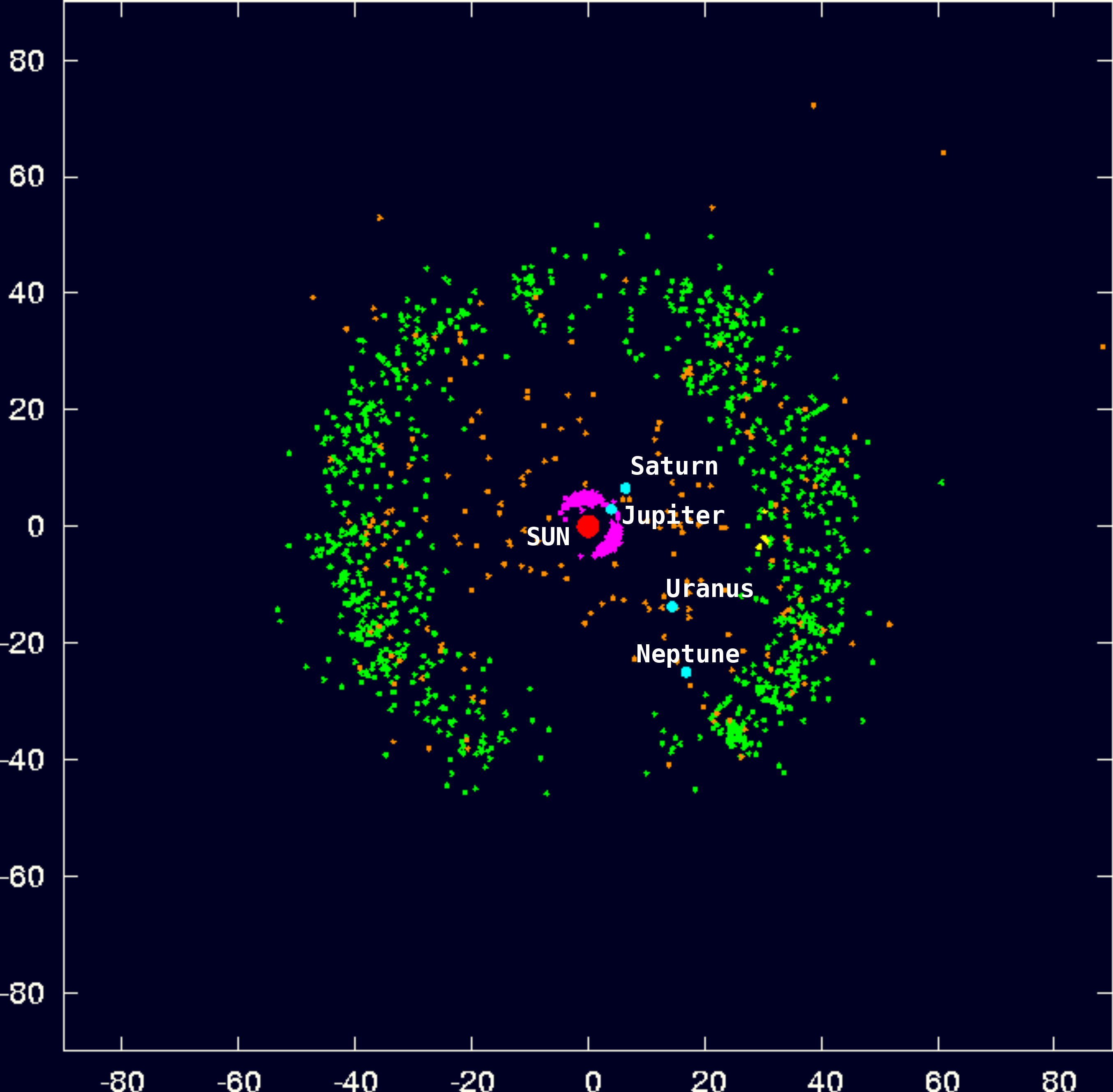
طرح فعلی موقعیت‌های تمام اجسام کمربند کویپر، مجموعه‌ای در برابر سیارات بیرونی

طبق اکثر شنیده‌ها طرفداران تعریف نشر شدهٔ IAU مایکل براون، کاشف اریس؛ استیون سوتر، استاد فیزیک نجومی در موزه تاریخ طبیعی آمریکا؛ و نیل دگراس تایسون سازندهٔ افلاک‌نمای هایدن هستند.
در یک مقاله‌ای از شماره ژانویه ۲۰۰۷ ساینتیفیک آمریکن، سوتر الحاقات نظریه‌های فعلی تشکیل و تکامل سامانه خورشیدی را به تعریف اضافه کرد؛ که وقتی اولین پیش‌سیاره‌ای از غبار در حال چرخش دیسک پیش‌سیاره‌ای ظاهر می‌شود، برخی اجرام در رقابت ابتدایی برای ماده محدود «پیروز» می‌گردند، ضمن رشدشان، گرانش افزایش یافته شان به این معنی است که ماده بیشتری جمع کرده‌اند، پس هرچه بزرگتر می‌شوند، درنهایت، نسبت به دیگر اجرام رقیب در سامانه خورشیدی با اختلاف پیشی می‌گیرند. کمربند سیارک‌ها که توسط کشش گرانش ای مشتری مجاور مختل شده‌است و کمربند کویپر، به خاطر اینکه اجزای اصلی اش خیلی از هم فاصله داشتند تا قبل از اتمام دوره تشکیل ابتدایی دورهم جمع شوند، هر دو در رقابت پیوستگی و رشد بیشتر شکست خوردند.
چنانچه تعداد برنده‌ها با تعداد بازنده‌ها مقایسه شود، تضاد قابل توجهی مشاهده خواهد شد؛ اگر مفهوم سوتر که هر سیاره یک «منطقهٔ مداری» را اشغال می‌کند[b] قبول شود، آنگاه سیاره‌ای که کمترین تسلط را در مدار خود دارد، یعنی مریخ، از تمام اجرام جمع شده دیگر در منطقهٔ مداری خودش با ضریب ۵۱۰۰ بزرگتر خواهد شد. سرس بزرگ‌ترین جسم موجود در کمربند سیارک‌ها تنها یک سوم جرم مواد حاضر در مدار خودش را دارد؛ نسبت برای پلوتو کوچکتر هم هست، تقریباً ۷ درصد. مایکل براون اثبات می‌کند که اختلاف زیاد در تسلط مداری منجر به «نبود هیچ شک و شبهه‌ای در رابطه با اینکه کدام اجسام وابسته هستند یا نیستند» می‌گردد.

## مباحثه‌های ادامه‌دار
با وجود اظهار نامهٔ IAU، تعدادی از منتقدان قانع نشده باقی ماندند. تعریف توسط برخی نامنظم و گیج‌کننده دیده می‌شود. تعدادی از طرفداران «پلوتو یک سیاره است»، به‌طور خاص آلن استرن، رئیس مأموریت نیوهورایزنز ناسا به پلوتو، دادخواستی مابین ستاره‌شناسان تنظیم کرده‌اند تا تعریف را تغییر دهند. ادعای استرن، که کمتر از ۵ درصد اعضا به آن رأی دادند، این است که تصمیم گرفته شده مورد قبول تمام جامعه ستاره‌شناسان نیست. اگرچه این جدال پایان یافته به نظر می‌رسد ولی، ابهامات متعددی در تعریف هنوز باقی مانده‌اند.

### پاکسازی همسایگی
یکی از موارد اصلی بحث، معنی دقیق «همسایگی حول مدار خود را پاک کرده باشد» است. آلن استرن مخالفت خود را با این ادعا که «غیرممکن و ساختگی است که مرزی بین سیاره‌ها و سیاره‌های کوتوله قائل شویم» ابراز می‌کند، و چون نه زمین، نه مریخ، نه مشتری و نه نپتون کاملاً نواحی خود را از بقایا پاکسازی نکرده‌اند، پس در تعریف IAU هیچ‌کدام نباید سیاره نامیده شوند. [c]

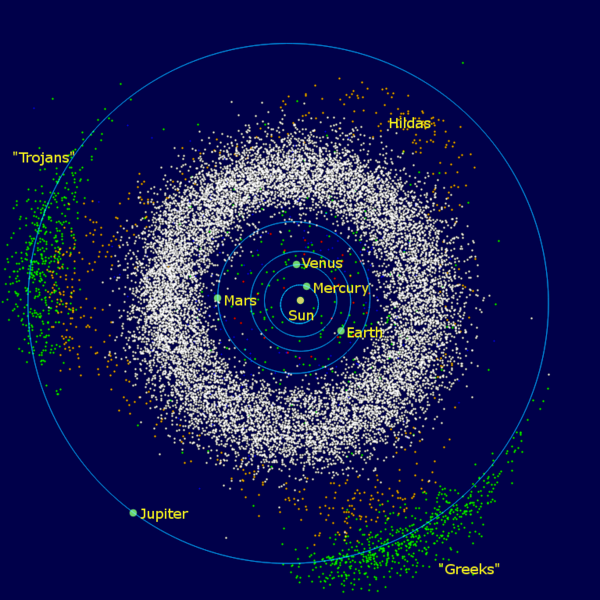
سیارک‌های سامانه خورشیدی داخلی؛ به سیارک‌های تروجان (سبز) توجه کنید؛ به خاطر گرانشش در مدار مشتری به دام افتاده‌اند

مایکل بروان در جواب این ادعاها گفته‌است که جدا از پاک نکردن مدارهایشان، سیارات بزرگ کاملاً مدارهای دیگر اجرام حاضر در منطقه مداری شان را کنترل می‌کنند. درست است که مشتری با تعداد خیلی زیادی از اجرام کوچکی در مدارش (سیارک‌های تروجان) هم زیستی می‌کند، اما این اجرام تنها به این دلیل در مدار مشتری حاضرند که در معرض اهتزاز در گرانش ی فوق‌العاده زیاد سیاره قرار دارند. مشابهاً، پلوتو با مدار نپتون تداخل دارد، اما نپتون مدت‌ها قبل پلوتو و اجسام همراه آن در کمربند کویپر (پلوتینوها) را در تشدید ۳:۲ قفل کرده‌است؛ یعنی آن‌ها بازای هر سه بار چرخش نپتون به دور خورشید، دو بار در مدار می‌چرخند. مدار این اجسام کاملاً وابسته به گرانش نپتون است و بنابراین، نپتون تسلط گرانش ای دارد.
هر معنی‌ای که عبارت مورد قبول «پاکسازی همسایگی» توسط IAU، داشته باشد همچنان یک مفهوم مبهم دارد. مارک سایکس، مدیر مؤسسه علمی نجوم در تاکسون آریزونا و سازمان دهندهٔ دادخواست، مشکل را برای رادیوی عمومی ملی توضیح داد. چون تعریف یک سیاره آن را نه به خاطر ترکیب یا آرایشش ولی به‌طور مؤثر با توجه به موقعیتش طبقه‌بندی می‌کند، یک جسم هم اندازه با مریخ یا بزرگتر دورتر از مدار پلوتو یک سیارهٔ کوتوله خواهد بود، چرا که دیگر زمانی برای پاکسازی مدارش نخواهد داشت.
البته براون اشاره می‌کند که اگر معیار «پاکسازی همسایه» را حذف کنند، تعداد سیارات حاضر در سامانه خورشیدی از هشت به بیش از ۵۰ عدد خواهد رسید، به همراه صدها مورد دیگر که احتمال کشفشان وجود دارد.

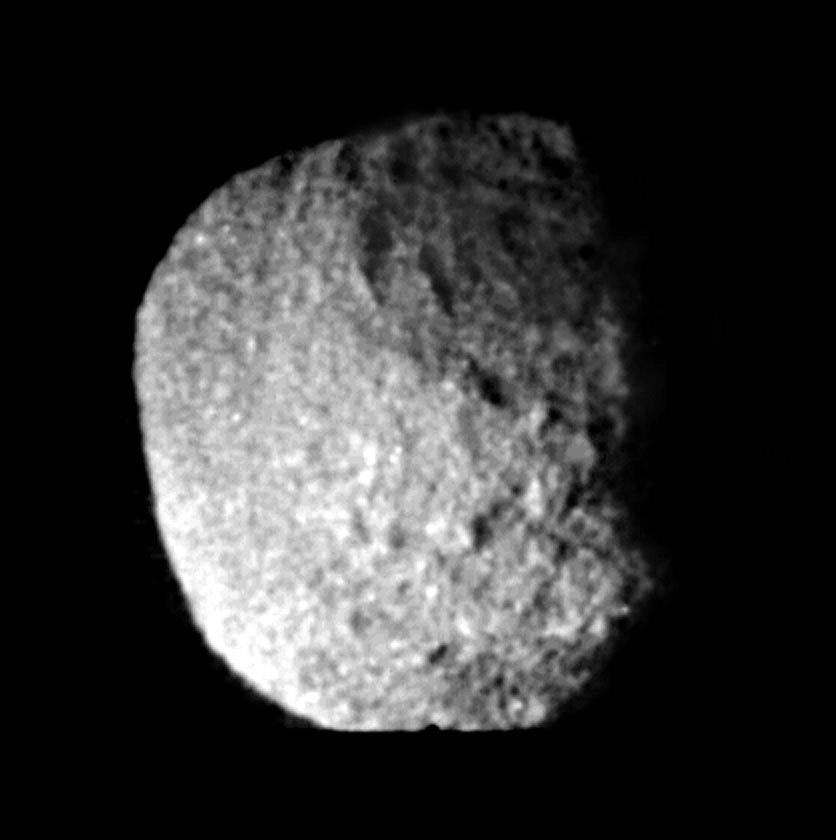
پروتئوس، یکی از قمرهای نپتون است، با وجود اندازه بزرگترش نسبت به میماس بیضی گون، شکلی نامنظم دارد.

### تعادل هیدرواستاتیکی
تعریف IAU اذعان دارد که سیاره‌ها به اندازهٔ کافی بزرگ هستند تا گرانش خودشان آن‌ها را به وضعیت تعادل هیدرواستاتیکی ببرد؛ این بدان معنی است که به یک شکلی برسند که اگر کروی نیست، بیضی گون باشد. تا یک جرم خاصی، یک جسم می‌تواند در شکل نامنظم باشد، اما فراتر از آن نقطه، گرانش شروع به کشیدن یک جسم دیگری به سمت مرکز جرم خود می‌کند تا کل جسم به شکل یک کره رمبش یابد. کاهش جدیت شرط کروی بودن توسط این واقعیت اعمال شده‌است که اکثر اجسام بزرگ در سامانه خورشیدی، مانند سیاره‌های مشتری و زحل، قمرهای میماس، انسلادوس و میراندا و سیاره کوتوله ی هائومیا، به خاطر چرخش سریع یا نیروهای کشندی به بیضی گون‌های پهن شده در قطبین یا درازی تغییر شکل داده‌اند.
البته، هیچ نقطهٔ یکتایی وجود ندارد که در آن بتوان گفت جسم به تعادل هیدرواستاتیکی رسیده‌است. همان‌طور که سوتر در مقاله اش نوشته‌است: «چطور است ما درجهٔ گردی را که یک سیاره را متمایز می‌کند، اندازه بگیریم؟ آیا گرانش تسلطی بر یک جسمی که شکل آن از یک بیضی گون به اندازه ۱۰ یا ۱ درصد منحرف است، دارد؟ طبیعت اختلاف اشغال نشده‌ای بین شکل‌های گرد و غیر گرد فراهم نمی‌کند پس، هر مرزی یک انتخاب دلخواه خواهد بود.» به علاوه، نقطه‌ای که در آن جرم جسم آن را به یک کره فشرده می‌کند با وابستگی به آرایش شیمیایی جسم متغیر است. اجسام یخی،[d] مانند انسلادوس و میراندا، راحت‌تر از اجسام صخره‌ای مانند وستا و پالاس به وضعیت مذکور می‌رسند. هم چنین، انرژی حرارتی از رمبش گرانشی، ضربه‌ها، نیروهای کشندی یا پرتوزایی عواملی مؤثر بر اینکه یک جسم کروی می‌شود یا نه، هستند؛ می‌ماس قمر یخی زحل بیضی گون است اما، پروتئوس قمر بزرگتر نپتون که ترکیب مشابهی دارد ولی به خاطر فاصله بیشتر از خورشید سرد تر است، شکلی نامنظم دارد.

### جفت سیاره‌ها و ماه‌ها

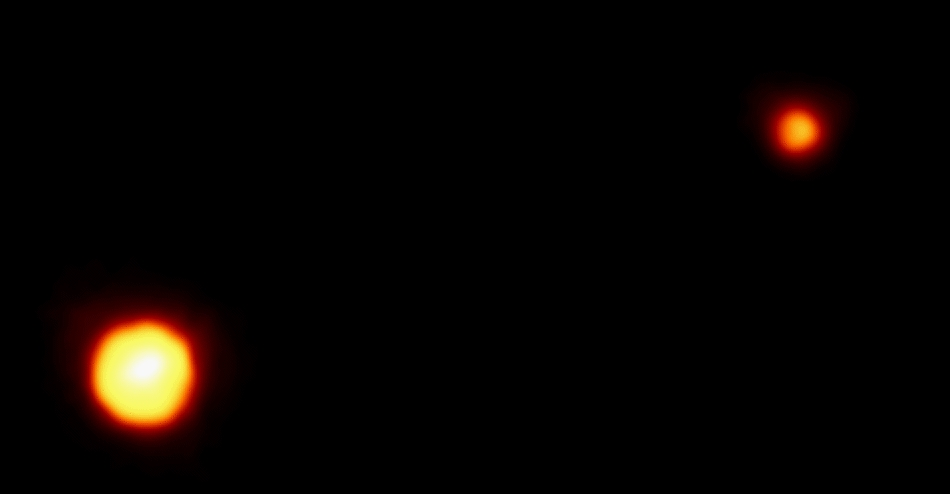
تصویر تلسکوپی از پلوتو و شارون (قمر)

تعریف به‌طور خاص قمرها را از دستهٔ سیارات کوتوله جدا می‌نماید، اگرچه مستقیماً عبارت «قمر» را تعریف نکرده‌است. در پیش‌نویس پیشنهادی اصلی، یک استثنا برای پلوتو و بزرگ‌ترین قمرش، شارون، ایجاد شده بود که دارای یک گرانیگاه بیرون از حجم خودشان دارند. پیشنهاد اولیه پلوتو – شارون را یک جفت سیاره در نظر گرفت، دو جسم که پشت سر هم به دور خورشید می‌گردند. البته، پیش‌نویس نهایی شفاف نمود که اگرچه در اندازه نسبی مشابه یکدیگرند ولی فعلاً تنها پلوتو به عنوان یک سیاره کوتوله طبقه‌بندی خواهد شد.
با لحاظ تعریف مشابهی برای سامانهٔ زمین - ماه، با وجود اندازه نسبی بزرگ ماه، از آنجا که گرانیگاه درون زمین قرار دارد، به‌طور رسمی یک جفت سیاره به‌شمار نمی‌رود. درحالیکه ماه به آرامی در حال دور شدن از زمین است، سامانه زمین – ماه می‌تواند در نهایت تبدیل به یک سامانه جفت سیاره بر اساس تعریف مذکور گرانیگاه شود.

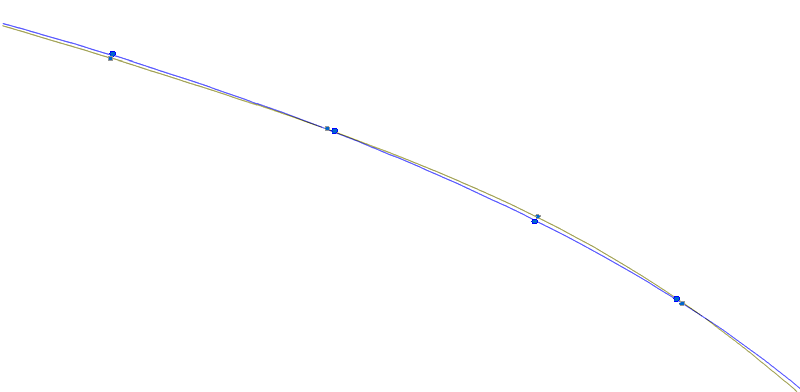
نموداری نمایانگر مدار مشترک ماه با زمین است.

البته، برخی اظهار داشته‌اند که با این حال ماه شایستگی سیاره نامیده شدن ندارد. در ۱۹۷۵، آیزاک آسیموف اشاره کرد که دورهٔ مدار ماه در توالی با دورهٔ مدار زمین به دور خورشید است – و در بالای دائرةالبروج قرار دارد، ماه در واقع هیچ‌گاه در حلقه‌ای به دور خود نمی‌گردد، و در اصل در جایگاه خود به دور خورشید در حال گردش است.
ماه‌های زیادی نیز، حتی آن‌هایی که مستقیماً به دور خورشید نمی‌گردند اغلب ویژگی‌هایی مشترک با سیاره‌های واقعی به نمایش می‌گذارند. ۱۹ ماه در سامانه خورشیدی وجود دارند که به تعادل هیدرواستاتیکی رسیده‌اند و اگر تنها متغیرهای فیزیکی لحاظ شوند، سیاره محسوب خواهند شد. گانمید ماه مشتری و تیتان ماه کیوان از تیر بزرگتر هستند، و حتی تیتان جو قابل توجهی هم دارد، ضخیم‌تر از جو زمین. ماه‌هایی مانند آیو و تریتون فعالیت زمین‌شناسی واضح و پیوسته‌ای بروز می‌دهند، و گانمید دارای میدان مغناطیسی است. درست مانند ستارگانی که در مدارهایی به دور دیگر ستاره‌ها هستند و همچنان عنوان ستاره بر خود دارند، برخی ستاره‌شناسان استدلال می‌کنند که اجسام در مداری به دور سیاره‌ها که تمام مشخصاتشان را با هم سهیم هستند می‌توانند سیاره نامیده شوند. البته مایکل براون درست مانند ادعایی در حین کالبدشکافی اش از بحث می‌گوید:
 سخت است که یک برهان استواری ساخت که بگوید یک توپ یخی ۴۰۰ کیلومتری شایستهٔ عنوان سیاره است زیرا احتمالاً ساختار زمین‌شناسی جذابی دارد، در حالیکه یک قمر ۵۰۰۰ کیلومتری با یک جو عظیمی، دریاچه‌های متان و طوفان‌های دیدنی (تیتان) نباید در آن دسته قرار بگیرد، هرچه که آن را بنامید. 
البته او در ادامه عنوان می‌کند که: «برای اکثر مردم، اینکه قمرهای گرد (شامل ماه زمین)» را سیاره «بنامیم تناقضی با آنچه که سیاره نام دارد به وجود می‌آورد.»

### سیاره‌های فراخورشیدی و کوتوله‌های قهوه‌ای
مقاله‌های اصلی: سیاره فراخورشیدی و کوتوله قهوه‌ای.
کشف سیاره‌های فراخورشیدی از ۱۹۹۲ یا به عبارتی دیگر اجسامی در اندازهٔ سیاره‌ها که به دور ستاره‌ها می‌چرخند (۱۸۴۹ تا از این سیاره‌ها در ۱۱۶۰ سامانهسیاره دار شامل ۴۷۱ سامانه چند سیاره دار از تاریخ ۲ نوامبر ۲۰۱۴)، مناظرهٔ حول طبیعت سیارگی را در مسیرهای غیرقابل انتظاری گسترده کرده‌است. اکثر این سیارات دارای اندازهٔ قابل توجه و هم جرم با ستارگان کوچک هستند در حالیکه برعکس، اکثر کوتوله‌های قهوه‌ای جدیداً کشف شده به اندازه‌ای کوچک هستند تا بتوان آن‌ها را سیاره نامید. اختلاف جرم بین یک ستارهٔ کم جرم و یک غول گازی عظیم مقدار متمایزکننده‌ای نیست؛ صرف نظر از اندازه و دمای نسبی، میزان کمی است که بتوان یک غول گازی مانند مشتری را از ستارهٔ میزبانش جدا نمود. هردو ترکیب کلی مشابهی دارند: هیدروژن و هلیم، با سطوح کمی از عناصر سنگین تر در جوهایشان. تفاوت کلی در شکل و آرایششان است: ستاره‌ها معروف به تشکیل از «بالا به پایین» هستند، هرچه که متحمل واپاشی گرانشی شوند، فاقد گاز در سحاب می‌گردند و در نتیجه، کاملاً از هیدروژن و هلیم تشکیل خواهند شد. درحالیکه سیاره‌ها معروف به تشکیل یابی از «پایین به بالا» هستند، از رشد و اتحاد پیوستهٔ غبار و گاز در مداری حول یک ستارهٔ جوان که در نتیجه باید هسته‌هایی از سیلیکات یا یخ داشته باشند. تاکنون به یقین نمی‌توان گفت که آیا غول‌های گازی دارای این گونه هسته‌هایی هستند یا نه، اگرچه مأموریت فضاپیمای جونو به مشتری می‌تواند مسئله را حل کند. اگر که واقعاً یک غول گازی مانند یک ستاره تشکیل یافته باشد، آنگاه این سؤال پیش می‌آید که آیا همچنین جسمی را به جای یک سیاره باید یک ستارهٔ کم جرم بدانیم یا نه.

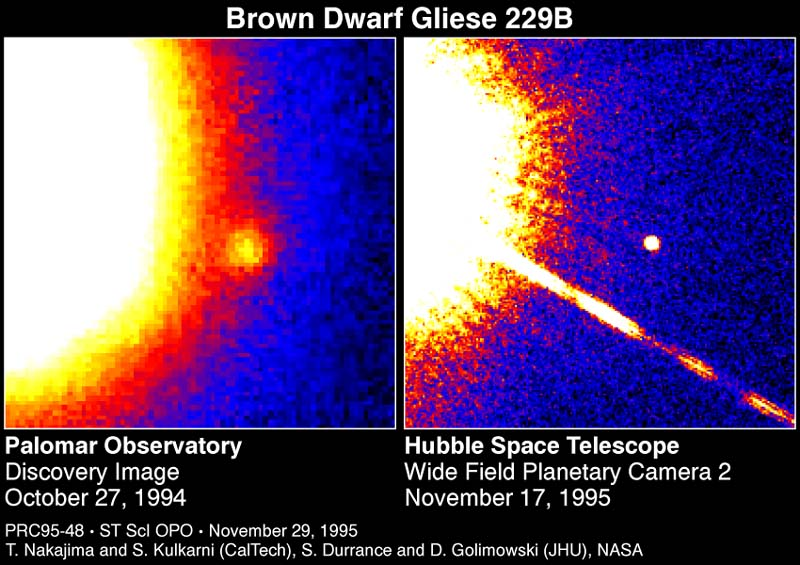
کوتوله قهوه‌ای گلیز ۲۲۹ ب در مداری به دور ستاره اش

به‌طور سنتی، مشخصات معرف ستارگی قابلیت همجوشی هیدروژن در داخل هستهٔ یک جسم می‌باشد. البته، ستاره‌هایی مانند کوتوله‌های قهوه‌ای همواره این معیار را به چالش کشانده‌اند. بسیار کوچک برای آغاز یک همجوشی هسته‌ای پایدار هیدروژن هستند ولی به خاطر توانایی همجوشی دوتریوم عنوان ستاره را کسب کرده‌اند. البته، به خاطر کمیابی نسبی این ایزوتوپ، این فرایند تنها تا کسری از عمر ستاره پایدار است و بنابراین اکثر کوتوله‌های قهوه‌ای همجوشی را مدت‌ها قبل از اکتشافشان متوقف کرده‌اند. ستاره‌های دوتایی و دیگر آرایش‌های چند ستاره‌ای رایج هستند و اکثر کوتوله‌های قهوه‌ای به دور دیگر ستاره‌ها می‌گردند. پس از آن‌جا که آن‌ها انرژی حاصل از همجوشی تولید نمی‌کنند، می‌توان آن‌ها را سیاره دانست. درواقع، ستاره‌شناس آدام باروز از دانشگاه آریزونا می‌گوید که «از جنبهٔ تئوری، با وجود تفاوت‌هایی در نحوه تشکیل شان، سیاره‌های عظیم فراخورشیدی و کوتوله‌های قهوه‌ای ضرورتاً یکسان هستند.» باروز هم چنین می‌گوید که بقایای ستاره وار مانند کوتوله‌های سفید نباید ستاره لحاظ شوند، حالتی که به معنی یک کوتوله سفید در حال گردش است، مانند شباهنگ سیریوس B را می‌توان یک سیاره دانست. البته، قرارداد فعلی مابین ستاره‌شناسان این است که هر جسمی به اندازه کافی بزرگ که دارای قابلیت نگه داشتن همجوشی اتمی حین عمر خود را داشته باشد، یک ستاره لحاظ می‌شود.
سردرگمی مربوط به کوتوله‌های قهوه‌ای پایان نمی‌پذیرد. ماریا روزا زاپاتاریو – اوسوریو و همکاران اجسام زیادی در خوشه‌های ستاره‌ای با جرم‌های پایین‌تر از حدی که بتوانند هرگونه همجوشی داشته باشند (با محاسبات فعلی حدود ۱۳ برابر جرم مشتری) کشف نموده‌اند. این‌ها با عنوان «سیاره‌های شناور آزاد» معرفی می‌شوند زیرا نظریه‌های کنونی تشکیل منظومه شمسی نشان می‌دهند که سیاره‌ها اگر که مدارهایشان ناپایدار گشته باشد، شاید همگی از سامانه‌های ستاره‌ای خودشان خارج شده‌اند. البته، این هم محتمل است که این «سیاره‌های شناور آزاد» در سازوکارهایی شبیه ستارگان تشکیل یافته باشند.

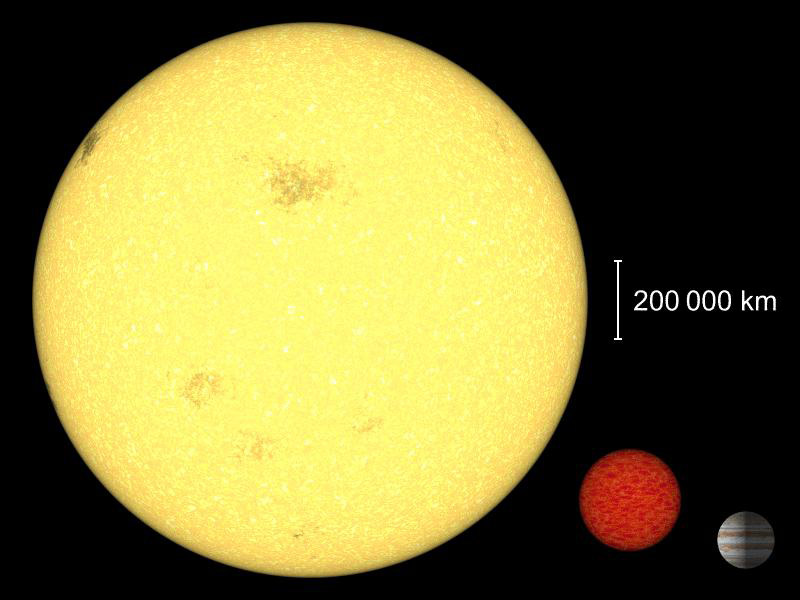
چا ۷۷۳۴۴۴-۱۱۰۹۱۳ تنها (وسط)، یک مادون کوتوله قهوه‌ای ممکن، جهت مقایسه با خورشید (چپ) و سیاره مشتری (راست)

در ۲۰۰۳، IAU به‌طور رسمی بیانیه‌ای برای تعیین اینکه چه چیزی یک سیارهٔ فراخورشیدی و چه چیزی یک ستارهٔ در حال گردش را تشکیل می‌دهد، منتشر نمود. تا امروز، تنها مصوبهٔ تهیه شده توسط IAU در مورد این مسئله باقی مانده‌است. کمیته ۲۰۰۶ تصمیمی برای به چالش کشیدن یا ترکیب آن با تعریف شان نداشت، با اعلام اینکه بحث تعریف یک سیاره بدون لحاظ نمودن سیارات فراخورشیدی هنوز به راحتی قابل حل نیست.
| « | 1. اجسامی با جرم واقعی کمتر از حد جرمی برای همجوشی هسته‌ای حرارتی دوتریوم (با محاسبات کنونی تا حد ۱۳ برابر جرم مشتری برای اجسامی با فلزیگی خورشیدی) که به دور ستاره‌ها یا بقایای ستاره وار می‌گردند «سیاره» هستند (بدون توجه به نحوه تشکیل شان). حداقل جرم لازم برای یک جسم فراخورشیدی که آن را تبدیل به سیاره کند باید برابر با همان میزان در سامانه خورشیدی ما باشد. 2. اجسام مادون ستاره وار با جرم واقعی بالاتر از حد جرمی برای همجوشی هسته‌ای حرارتی دوتریوم «کوتوله‌های قهوه‌ای» هستند، بدون توجه به نحوه تشکیل شان یا موقعیت مکانی شان. 3. اجسام شناور آزاد در خوشه‌های ستاره‌ای جوان با جرم زیر حد جزمی برای همجوشی هسته‌ای حرارتی دوتریوم «سیاره» نیستند، اما «کوتوله قهوه‌ای | » |

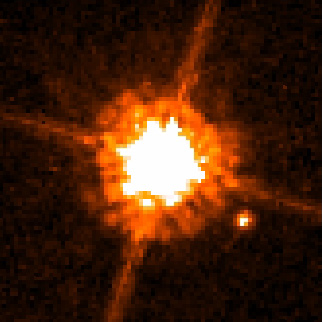
CHXR 73 b جسمی که در مرز بین سیاره و کوتوله قهوه‌ای قرار دارد

مانند تعریف یک سیاره با شرط پاکسازی نمودن همسایگی اش، این تعریف با تعیین موقعیت مکانی، به جای نحوه تشکیل یا ترکیب (مشخصات تعیین‌کننده برای سیارگی)، گنگی و ابهام دربردارد. یک جسم شناور آزاد با جرمی کمتر از ۱۳ برابر جرم مشتری یک «مادون کوتوله قهوه‌ای» است، در حالیکه همانند این جسم در مداری به دور یک ستارهٔ همجوشی‌کننده یک سیاره می‌باشد، حتی اگر در دیگر مشخصات کاملاً مانند هم باشند. به علاوه، در ۲۰۱۰، مقاله‌ای منتشر شده توسط باروز، دیوید اس. اسپیگل و جان ای. میلسوم معیار ۱۳ برابر جرم مشتری را با نشان دادن یک کوتوله قهوه‌ای با فلزیگی خورشیدی سه برابر که می‌توانست دوتریوم را همجوشی کند، زیر سؤال برد زیرا به اندازهٔ ۱۱ برابر جرم مشتری بود.
هم چنین، سنگ محک ۱۳ برابر جرم مشتری اهمیت فیزیکی دقیقی ندارد. همجوشی دوتریوم در برخی اجسام با جرم کمتر از این معیار رخ می‌دهد. مقدار دوتریوم همجوشی شونده بستگی به حد خاصی در ترکیب جسم دارد. دانشنامه سیاره‌های فراخورشیدی شامل اجسامی تا ۲۵ برابر جرم مشتری است که در آن ذکر شده این واقعیت که هیچ نماد خاصی حول 13 MJup طیف جرمی مشاهده شده دیده نمی‌شود ایدهٔ حذف این معیار را تقویت می‌کند. جستجوگر اطلاعات سیاره‌های فراخورشیدی شامل اجسامی تا ۲۴ برابر جرم مشتری است با این توصیه که: «معیار ۱۳ برابر جرم مشتری تعیین شده توسط کار گروه IAU از نظر فیزیکی برای سیاره‌های با هستهٔ صخره‌ای موزون نیست و به خاطر این گناه ابهام‌برانگیز طبق مشاهدات گیج‌کننده است.» بایگانی سیاره‌های فراخورشیدی ناسا شامل اجسامی با جرمی (یا حداقل جرم) برابر با یا کمتر از ۳۰ برابر جرم مشتری می‌باشد.
دیگر معیار جداکنندهٔ سیاره‌ها و کوتوله‌های قهوه‌ای، به غیر از سوزاندن دوتریوم، فرایند تشکیل یا موقعیت، این است که فشار هسته مغلوب فشار کولمبی یا فشار انحطاط الکترون هست یا خیر.

#### اجسام ستاره وار هم جرم با سیاره‌ها
این سردرگمی در دسامبر ۲۰۰۵ پررنگ شد، جایی که تلسکوپ فضایی اسپیتزر چا ۷۷۳۴۴۴-۱۱۰۹۱۳ (بالا) را با جرمی هشت برابر جرم مشتری و با نشانه‌های آغاز یک سامانه سیاره دار تحت تملک خودش مشاهده کرد. اگر این جسم در مداری به دور ستاره‌ای دیگر پیدا می‌شد، سیاره نام می‌گرفت.
در ۲۰۱۲، فیلیپ دلورمه از مؤسسه سیاره‌شناسی و فیزیک نجومی گرنوبل فرانسه اکتشاف CFBDSIR 2149-0403 را اعلام نمود؛ یک جسم شناور آزاد مستقلی به جرم ۴–۷ برابر جرم مشتری که ظاهراً بخشی از گروه متحرک AB Doradus را تشکیل می‌دهد و با فاصله‌ای کمتر از ۱۰۰ سال نوری از زمین. اگرچه طیف خود را با یک کوتوله قهوه‌ای دسته طیفی T سهیم است، دلورمه معتقد است که می‌تواند یک سیاره باشد.
در اکتبر ۲۰۱۳، ستاره‌شناسانی با رهبری دکتر مایکل لیو از دانشگاه هاوایی یک کوتولهٔ دسته L تنهای شناور آزاد، PSO J318.5-22 کشف کردند که تخمین زده می‌شود دارای جرمی ۶٫۵ برابر جرم مشتری باشد که آن را تبدیل به کم جرم‌ترین مادون کوتوله قهوه‌ای می‌کند که تاکنون کشف شده‌است.
در سپتامبر ۲۰۰۶، تلسکوپ فضایی هابل از CHXR 73 b تصویر برداری کرد (چپ)، یک جسم در حال گردش به دور یک ستارهٔ شریک جوان در یک فاصلهٔ تقریباً 200 AU. با جرمی ۱۲ برابر مشتری، CHXR 73 b درست در زیر معیار همجوشی هسته‌ای دوتریوم قرار می‌گیرد و بنابراین رسماً یک سیاره است؛ البته، فاصله زیاد آن از ستارهٔ مولدش نشان‌گر این است که درون دیسک پیش‌سیاره‌ای ستارهٔ کوچک تشکیل نیافته‌است و بنابراین باید مانند ستاره‌ها به روش واپاشی گرانشی تشکیل یافته شده باشد.

### معنی‌شناسی
نهایتاً از یک جنبهٔ کاملاً زبان‌شناسانه، یک دوگانگی بین «سیاره» و «سیاره کوتوله» توسط IAU ایجاد شده‌است. عبارت «سیاره کوتوله» مسلماً دارای دو واژه است، یک اسم (سیاره) و یک صفت (کوتوله). بنابراین، این عبارت نشان می‌دهد که یک سیارهٔ کوتوله نوعی از سیاره‌هاست حتی اگر که IAU به صراحت سیارهٔ کوتوله را این‌گونه معرفی نمی‌کند؛ بنابراین با این ساختار، «سیاره کوتوله» و «ریزسیاره» بهتر است واژه ترکیبی لحاظ شوند.
بنیامین زیمر از وبلاگ زبان‌شناسی معما را خلاصه کرده‌است: این واقعیت که IAU از ما می‌خواهد که فکر کنیم سیاره‌های کوتوله متمایز از سیاره‌های «واقعی» هستند، مورد لغوی «سیاره کوتوله» را مانند برخی عجایبی مانند «خرگوش ولزی» (که واقعاً یک خرگوش نیست) و «صدف‌های کوه صخره‌ای» (که واقعاً صدف نیستند) می‌کند. همان‌طور که داوا سوبل، تاریخدان و نویسنده محبوب علمی که در اکتبر ۲۰۰۶، در مصوبهٔ ابتدایی IAU شرکت داشت، در یک مصاحبه‌ای با رادیوی عمومی ملی اشاره نمود: «یک سیارهٔ کوتوله یک سیاره نیست، و در ستاره‌شناسی، ستاره‌های کوتوله‌ای هستند که ستاره محسوب می‌شوند و کهکشان‌های کوتوله که کهکشان هستند، پس این عبارت، سیارهٔ کوتوله، چیزی است که کسی عاشقش نمی‌شود.» مایکل براون در مصاحبه‌ای با اسمیت سونیان اشاره کرد که افراد زیادی در کمپ دینامیکی واقعاً واژه «سیاره کوتوله» را نمی‌خواستند، ولی توسط کمپ پرو – پلوتو وادار به استفاده شدند؛ یعنی شما با چمدانی مضحک و پر از سیاره‌های کوتوله‌ای سر و کار دارید که سیاره نیستند.
متقابلاً رابرت کامینگ ستاره‌شناس رصدخانهٔ استکهلم اشاره می‌کند «نام ریزسیاره برای مدت زیادی کم و بیش هم‌معنی با سیارک بوده‌است. پس به نظر من غر زدن به خاطر هرگونه سردرگمی یا احتمال گیج شدن با عبارت سیاره کوتوله کار احمقانه‌ای است.»